# Partito Democratico Italiano
Il Partito Democratico Italiano è stato un partito politico di ispirazione monarchica fondato nel giugno 1944 dalla fusione di diversi raggruppamenti conservatori.

## Storia
Il Partito Democratico Italiano fondato nel 1944 vide la confluenza di vari movimenti politici:
- Centro della Democrazia Italiana
- Partito d'Unione
- Partito Sociale Democratico
- Partito d'Unione Democratica
- Movimento di Rinnovazione Democratica
- Partito Progressista Italiano

Tra i maggiori esponenti del partito vi erano Roberto Lucifero e Enzo Selvaggi che ne fu il segretario.
Nel 1946 il PDI partecipò alle elezioni per l'Assemblea Costituente del 2 giugno nell'ambito della coalizione conservatrice del Blocco Nazionale della Libertà, all’interno della quale ottenne 10 deputati.
Il richiamo del Fronte dell'Uomo Qualunque, del nuovo Partito Nazionale Monarchico e del Partito Liberale Italiano, tutti a loro modo con un ideale definito, attrasse inevitabilmente i suoi deputati, che nel gennaio 1947 si sciolse dividendosi equamente fra le tre formazioni. Su un periodo temporale lungo tuttavia, degli ex membri si ritrovarono sotto le insegne monarchiche.
Nel 1959, con la riunificazione del Partito Nazionale Monarchico di Alfredo Covelli e del Partito Monarchico Popolare di Achille Lauro in un solo partito, gli si volle dare, dal 1959 al 1961, per la seconda volta, la dicitura Partito Democratico Italiano, dopo divenuto Partito Democratico Italiano di Unità Monarchica.
| Controllo di autorità | VIAF (EN) 258308180 |